# Derek Anderson (fútbol americano)
Derek Anderson (Portland, Oregón, Estados Unidos, 15 de junio de 1983) es un jugador profesional de fútbol americano de la National Football League que juega en el equipo Buffalo Bills, en la posición de Quarterback con el número 3.

## Carrera deportiva
Derek Anderson proviene de la Universidad Estatal de Oregón y fue elegido en el Draft de la NFL de 2006, en la ronda número 6 con el puesto número 213 por el equipo Cleveland Browns.
Ha jugado en los equipos Arizona Cardinals, Carolina Panthers, Cleveland Browns y Buffalo Bills.

## Estadísticas generales
| Año   | Equipo | Partidos | Partidos | Partidos | Pase | Pase  | Pase  | Pase   | Pase | Pase | Pase | Pase  | Pase | Carrera | Carrera | Carrera | Carrera | Fumbles | Fumbles |
| Año   | Equipo | PJ       | PT       | Récord   | Comp | Att   | Pct   | Yds    | Avg  | TD   | Int  | Rate  | Sks  | Att     | Yds     | Avg     | TD      | Fum     | Lost    |
| 2006  | BAL    | 0        | 0        | NDP      | NDP  | NDP   | NDP   | NDP    | NDP  | NDP  | NDP  | NDP   | NDP  | NDP     | NDP     | NDP     | NDP     | NDP     | NDP     |
| 2006  | CLE    | 0        | 0        | NDP      | NDP  | NDP   | NDP   | NDP    | NDP  | NDP  | NDP  | NDP   | NDP  | NDP     | NDP     | NDP     | NDP     | NDP     | NDP     |
| 2006  | CLE    | 5        | 3        | 0-3      | 66   | 117   | 56.4  | 793    | 6.8  | 5    | 8    | 63.1  | 8    | 4       | 47      | 11.8    | 0       | 2       | 1       |
| 2007  | CLE    | 16       | 15       | 10-5     | 298  | 527   | 56.5  | 3,787  | 7.2  | 29   | 19   | 82.5  | 14   | 32      | 70      | 2.2     | 3       | 5       | 2       |
| 2008  | CLE    | 10       | 9        | 3-6      | 142  | 283   | 50.2  | 1,615  | 5.7  | 9    | 8    | 66.5  | 14   | 25      | 55      | 2.2     | 0       | 9       | 2       |
| 2009  | CLE    | 8        | 7        | 3-4      | 81   | 182   | 44.5  | 888    | 4.9  | 3    | 10   | 42.1  | 11   | 10      | 8       | 0.8     | 2       | 5       | 3       |
| 2010  | ARI    | 12       | 9        | 2-7      | 169  | 327   | 51.7  | 2,065  | 6.3  | 7    | 10   | 65.9  | 25   | 5       | 25      | 5       | 0       | 6       | 3       |
| 2011  | CAR    | 2        | 0        | 0-0      | 0    | 0     | 0.0   | 0      | 0.0  | 0    | 0    | 0.0   | 0    | 2       | −2      | −1.0    | 0       | 0       | 0       |
| 2012  | CAR    | 2        | 0        | 0-0      | 4    | 4     | 100.0 | 58     | 14.5 | 0    | 0    | 118.8 | 0    | 0       | 0       | 0       | 0       | 0       | 0       |
| 2013  | CAR    | 4        | 0        | 0-0      | 0    | 0     | 0.0   | 0      | 0.0  | 0    | 0    | 0.0   | 0    | 5       | 0       | 0.0     | 0       | 0       | 0       |
| 2014  | CAR    | 6        | 2        | 2-0      | 65   | 97    | 67.0  | 701    | 7.2  | 5    | 0    | 105.2 | 4    | 8       | 24      | 3.0     | 0       | 2       | 0       |
| 2015  | CAR    | 3        | 0        | 0-0      | 4    | 6     | 66.7  | 36     | 6.0  | 0    | 0    | 82.6  | 0    | 7       | −2      | −0.3    | 0       | 1       | 0       |
| 2016  | CAR    | 5        | 2        | 0-2      | 36   | 53    | 67.9  | 453    | 8.5  | 2    | 5    | 67.6  | 0    | 1       | 4       | 4.0     | 0       | 1       | 1       |
| 2017  | CAR    | 3        | 0        | 0-0      | 2    | 8     | 25.0  | 17     | 2.1  | 0    | 0    | 39.6  | 0    | 2       | −2      | −1.0    | 0       | 0       | 0       |
| 2018  | BUF    | 2        | 2        | 0-2      | 42   | 70    | 60.0  | 465    | 6.6  | 0    | 4    | 56.0  | 5    | 1       | −1      | −1.0    | 0       | 3       | 2       |
| Total | Total  | 78       | 49       | 20-29    | 909  | 1,674 | 54.3  | 10,878 | 6.5  | 60   | 64   | 70.4  | 81   | 102     | 226     | 2.2     | 5       | 34      | 14      |
| ----- | ------ | -------- | -------- | -------- | ---- | ----- | ----- | ------ | ---- | ---- | ---- | ----- | ---- | ------- | ------- | ------- | ------- | ------- | ------- |